# ماسيمو فاليري
ماسيمو فاليري (بالإيطالية: Massimo Valeri)‏ مواليد 13 مارس 1972 في روما، هو لاعب كرة مضرب إيطالي سابق بدأ مسيرته كمحترف سنة 1991 وكان يلعب باليد اليمنى. أعلى تصنيف له في الفردي كان المركز الـ 137 في سنة 1992. أعلى تصنيف له في الزوجي كان المركز الـ 116 في سنة 1999.

## النهائيات

### الزوجي: 1 (0–1)
| الحصيلة | الرقم | السنة | الدورة           | الأرضية | الشريك            | المنافس في النهائي      | النتيجة في النهائي |
| ------- | ----- | ----- | ---------------- | ------- | ----------------- | ----------------------- | ------------------ |
| الوصافة | 1.    | 1998  | بولونيا، إيطاليا | ترابية  | جورجيو جاليمبيرتي | براندون كوبيه بول روزنر | 6–7, 3–6           |